# Zombie walk

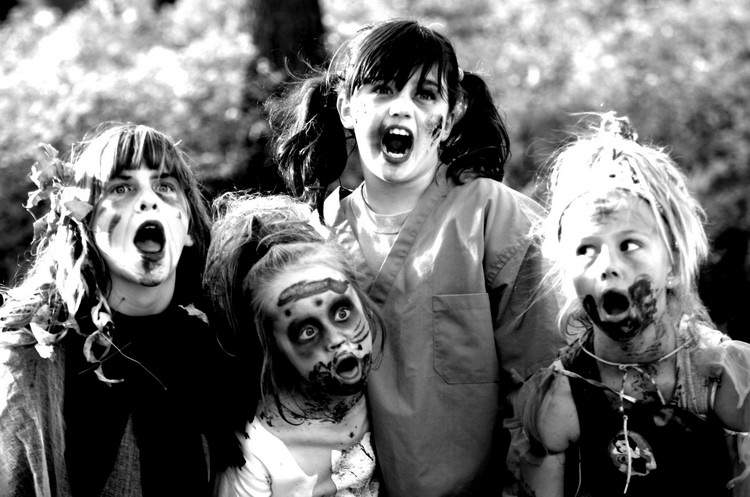
Dzieci uczestniczące w „zombie walk” w Edmonton (2007)

Zombie walk (także zombie mob, zombie march, zombie horde, zombie lurch, zombie shamble, zombie shuffle lub zombie pub crawl; z ang. „marsz żywych trupów“) – sztuczny tłum ludzi, którzy po przebraniu się za postacie zombie maszerują wspólnie zwykle po ulicach w centrum miasta, a także w centrach handlowych, cmentarzach lub innej przestrzeni publicznej wzdłuż wyznaczonej wcześniej trasy.
W akcji uczestniczą zarówno miłośnicy filmów o żywych trupach, jak i osoby, które chcą zrobić coś niezwykłego w swoim mieście. Zazwyczaj akcje takie organizowane są za pośrednictwem Internetu.

## Historia
Pierwszy udokumentowany zombie walk odbył się w październiku 2003 w Toronto. Został zorganizowany przez miejscowego fana sitcomu The Munsters, w akcji wzięło udział tylko 6 osób. Od tego czasu, marsze zombie organizowane są głównie w większych miastach na całym świecie, najczęściej w Ameryce Północnej. Przyciągają tłumy fanów filmów grozy, którzy długo przed akcją przygotowują swoje przebrania. Z roku na rok, coraz więcej miast postanawia zorganizować własny marsz zombie. Wiele osób błędnie określa zombie walk jako flash mob, ponieważ marsz zombie organizowany jest w podobny sposób i również zaskakuje przypadkowych przechodniów.

## Akcje charytatywne
Akcje charytatywne są typowe dla zombie walku. Organizacje takie jak Zombie Squad używają zombie walków jako demonstracji, aby zebrać funduszy i przykuć uwagę ludzi do ogólnoświatowych oraz lokalnych problemów, takich jak głód.

## Na świecie

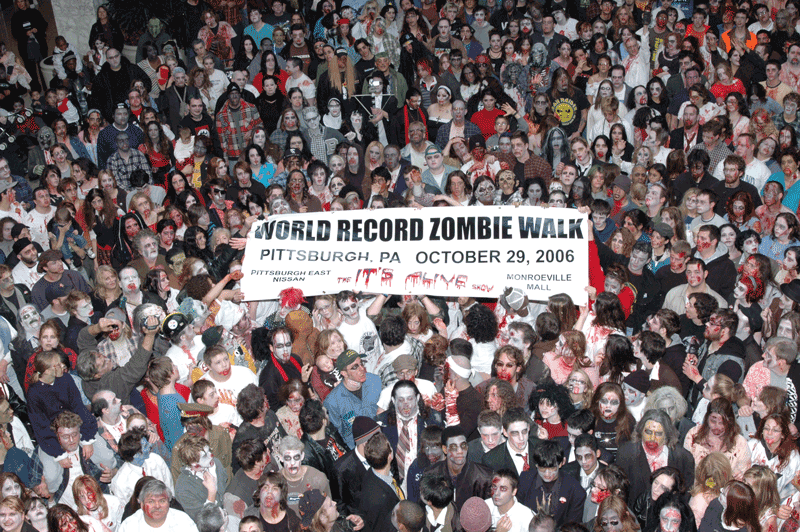
Rekord świata w największej liczbie uczestników „zombie walk”.

Większe „dni zombie” zorganizowane na świecie:
- 30 lipca 2005 – San Francisco
- 22 grudnia 2006 – Londyn
- 25 maja 2007 – San Francisco
- 10 listopada 2007 – Wiedeń
- 24 listopada 2007 – Bruksela
- 28 marca 2008 – Bruksela (na 26. Międzynarodowym Festiwalu Filmów Fanstatycznych)
- 7 czerwca 2008 – Lyon
- 26 października 2008 – Światowy Dzień Zombie 2008 (ang. The World Zombie Day 2008):

- - Adelaide
  - Ann Arbor
  - Asheville
  - Atlanta
  - Blackpool
  - Burlington
  - Christchurch
  - Kopenhaga
  - Dallas
  - Fairbanks
  - Ferndale
  - Flint
  - Fort Myers
  - Fort Wayne
  - Hongkong
  - Hudson
  - Indianapolis
  - Jacksonville
  - Kansas City
  - Las Vegas
  - Lawrence
  - Londyn
  - London
  - Los Angeles
  - Louisville
  - Lyon
  - Mobile
  - Nashville
  - Nowy Jork
  - Omaha
  - Orlando
  - Paryż
  - Filadelfia
  - Pittsburgh
  - Portland
  - Roanoke
  - Roaring River
  - San Diego
  - San Francisco
  - San José
  - Santa Rosa
  - Seattle
  - Shreveport
  - Sioux Falls
  - Sydney
  - Tampa
  - Tucson
  - Worcester

- 11 kwietnia 2009 – Bruksela (na 27. Międzynarodowym Festiwalu Filmów Fantastycznych w Brukseli)
- 13 czerwca 2009 – Lyon
- 3 listopada 2018 – Santa Cruz de Tenerife[4]

## W Polsce

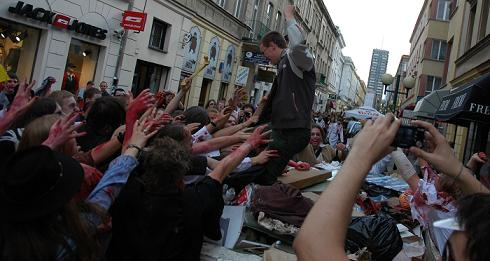
Uczestnicy warszawskiego zombie walk „atakujący” fotografa.

Pierwszy „marsz zombie” w Polsce odbył się w czerwcu 2007 w Warszawie. W akcji zorganizowanej przez grupę warszawskiej młodzieży wzięło udział ok. 200 osób. Od tej pory, największe tego typu akcje w Polsce organizowane są w stolicy co roku, zawsze w ostatnią sobotę czerwca. W 2017 po raz pierwszy Marsz Zombie został w Warszawie odwołany. Po kolejnym marszu w 2018 organizatorzy ogłosili zakończenie akcji corocznych przemarszów. Inne polskie miasta, w których również odbyło się zombie walk to Poznań, Lublin, Gdańsk, Białystok, Legnica, Słupsk, Łódź, Przemyśl, Zielona Góra, Tarnów, Dąbrowa Górnicza oraz Koszalin.